# Аменемхет III
Аменемхет III (греч. Лахарес) — египетский фараон Среднего царства из XII династии, правил в 1849/1839—1801/1797 до н. э. (ок. 1842—1797 до н. э.) Сын Сенусерта III. Тронное имя его было Ни-Маат-Ра («В Истине Ра».)

## Биография
В правление Аменемхета царская власть достигла апогея в эпоху Среднего царства. С воцарением Аменемхета III цепь гробниц номархов, дотоле непрерывная, внезапно пресекается. Видимо, Аменемхету, при помощи крутых мер и при опоре на незнатных служилых людей, составлявших костяк армии, удалось значительно ограничить могущество номархов. Границы царства были в значительной степени замирены его предшественниками, поэтому военные походы при Аменемхете были незначительными и предпринимались они довольно редко. Лишь изредка в надписях встречаются указания на «разгром Нубии и открытие стран Азии».
Правление Аменемхета сопровождалось интенсивной строительной деятельностью. Он улучшил устройство колоний на Синайском полуострове, обеспечив их водой и постоянной охраной, что позволило ему более широко проводить работы на местных медных рудниках и месторождениях бирюзы. На камнях здесь обнаружено более 50 надписей о длительных экспедициях между 2-м и 45-м годами царствования Аменемхета III. В надписи второго года правления говорится о доставке в Египет бирюзы и меди. Довольно необычен факт, что, несмотря на своё долгое царствование, сохранилось очень мало надписей от Аменемхета III. Они, тем не менее, дают высокую оценку его правлению и содержат длинные списки чиновников, казнохранителей, художников, начальников каменотесов и рабочих, которых фараон посылал в рудники. Все эти люди оставляли надписи на камнях в память о своем пребывании. Они называли своё имя и должность, призывали в помощь местных богов, преимущественно богиню Хатхор, «госпожу земли Мафкат» (бирюзы), а также бога Супт-Гора, «господина востока» и обожествленного царя Снофру (IV династия), которого считали покровителем Синайского полуострова.

При нём были завершены большие ирригационные работы в Файюмском оазисе, начатые ещё его предшественниками. Аменемхет возвёл огромную насыпь (длиной 43,5 км), благодаря чему была осушена огромная площадь Файюмского оазиса, пригодная для посевов. Греческие писатели сообщают, что египтяне соорудили шлюзы и плотины, при помощи которых избыточная вода нильского наводнения направлялась в Файюмское водохранилище (греч. Меридово озеро). В разное время озеро называлось: Ше — «озеро», Ше-ур — «великое озеро», Ми-ур — «великое море». По названию озера «Ше» называлась и вся область — Та-Ше — «Земля озера», от которого и произошло арабское Файюм. Место, где выходит нильский канал, чтобы углубиться в котловину Файюма, называлось Апе-Таш, то есть «ущелье земли озера». Здесь находилось Ра-хунт, или Ла-хунт, то есть «отверстие отвода воды» — шлюзы канала. Вероятно, и арабское название местности Эль-Лахун, и название «Лабиринт», данное греками (искаженное египетское слово Лаперо-хунт — «святилище при шлюзах канала»), произошли от Ла-хунт. Современные вычисления показывают, что таким способом можно было запасти достаточно воды, чтобы удвоить количество воды в реке, к низу от Файюма в продолжение 100 дней низкого стояния Нила. 

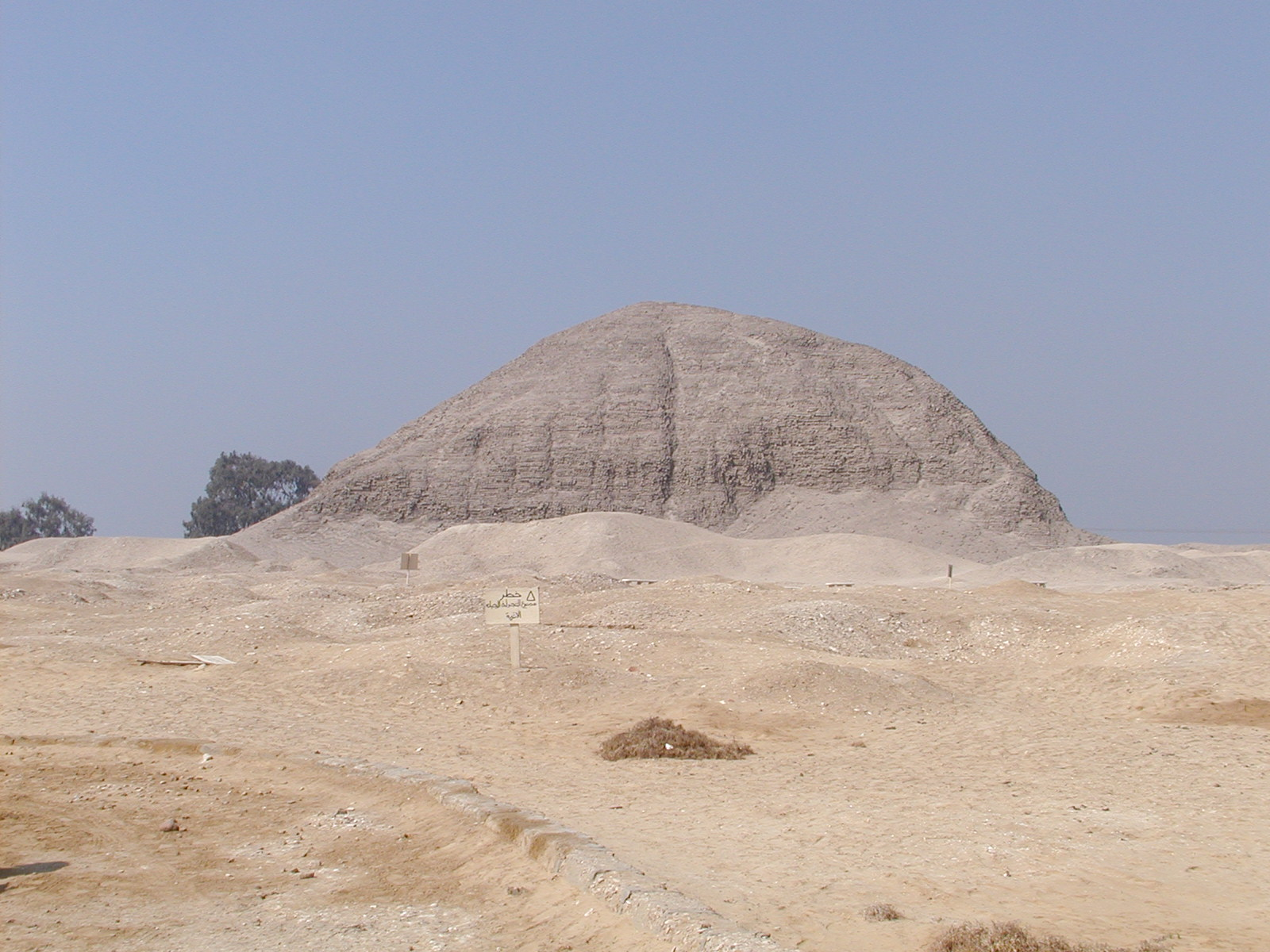
Пирамида Аменемхета III в Хаваре близ Крокодилополя.

На осушенной территории Файюмского оазиса был построен новый цветущий город Крокодилополь с храмом в честь бога-крокодила Себека. На северной точке этих земель были установлены два массивных пьедестала в форме усеченных пирамид, высотой более 6 м. На них были поставлены колоссальные монолитные статуи Аменемхета III. Они были высечены из жёлтого кварцита. Высота их составляла 11,7 м. Во время разлива пьедесталы частично были покрыты водой, и тогда статуи казались сидящими посреди озера.
В Файюме же Аменемхет возвёл величественное каменное здание, которым восхищались ещё греки, прозвавшие это огромное сооружение, с бесчисленными залами и переходами — Лабиринтом. Лабиринт имел размеры 244 × 305 м и состоял из 3000 комнат (из них 1500 подземных и 1500 надземных). Страбон говорит, что потолок каждой комнаты этого здания, состоял из единого камня, а также, что проходы покрыты, равным образом, сплошными плитами необычайных размеров; причём дерево при строительстве не употреблялось. Вероятно, Лабиринт являлся заупокойным храмом Аменемхета. Возможно также, что строительство этого храма, каждое из отдельных помещений, которого предназначалось, по-видимому, для изваяний многочисленных местных номовых и общеегипетских божеств, служило целям более прочного объединения страны под руководством правящей династии. Ныне от храма остались лишь немногочисленные обломки каннелированных колонн и фрагменты от рельефов, которые некогда украшали стены.
При Аменемхете продолжались разработки камня в долине Хаммамат. В одной из надписей на скалах говорится, что в 9-й год царствования Аменемхет III лично отправился в скалистую долину Рохан, чтобы дать повеления о ломке камня для строительства памятников в Пи-Себеке (Файюм) и для статуи фараона пяти локтей высоты.

Кроме Файюма Аменемхет вёл широкое строительство также и в других местах Египта. Он обновил храм в Аполлонополе-Магна (совр. Эдфу), построил новый храм Осириса в Абидосе, расширил храм Харшефа в Иераконполе. Обнёс древнюю столицу, город Нехеб (совр. Эль-Каб), большой кирпичной стеной, которая стоит и поныне. При Аменемхете процветала торговля. Аменемхет ввёл основную весовую медную единицу дебень, равную 91 грамму. Предпринимались попытки установить торговые связи с отдаленными малоизвестными районами. Так, на 45 году царствования Аменемхета (ок. 1798) египетская экспедиция во главе с Птауром проникла вглубь Сирии — «в таинственные долины, в области очень отдаленные, о которых никто раньше ничего не слыхал». 

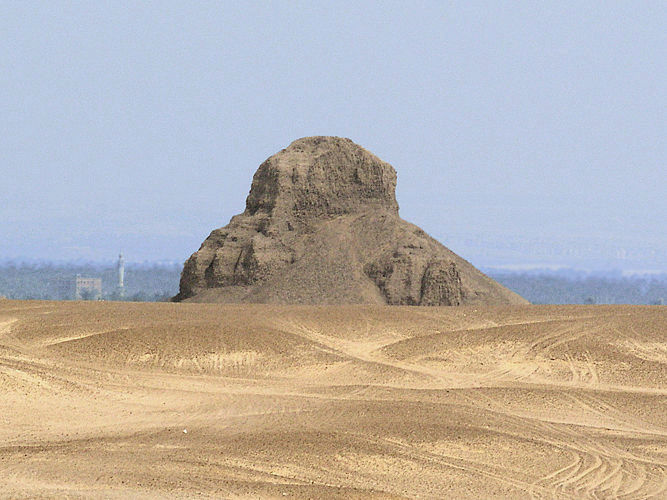
«Чёрная пирамида» в Дахшуре.

Необычным было то, что Аменемхет построил для себя две пирамиды. Подобного не случалось со времён правления Снофру в эпоху Древнего царства. Одна пирамида (т. н. «Чёрная пирамида») (104 × 104 м) Аменемхета была возведена в Дахшуре из необожженного кирпича. Гранит использовался только для укрепления камер и для пирамидиона. В этой пирамиде он приказал сделать 2 входа: один, на традиционной северной стороне, вёл в лабиринт коридоров, заканчивающийся тупиком. Через другой, в юго-восточном углу, можно по такому же лабиринту спуститься в погребальную камеру с красным саркофагом. Однако в этой пирамиде Аменемхет похоронен не был. В ареале этой пирамиды находится гробница царя Эвет-иб-Ра, вероятно, царя следующей XIII династии.
Вторая пирамида (102 × 102 м) построена в Хаваре. Хаварская пирамида была центром вновь основанного царского некрополя, к которому, возможно, принадлежал и прославленный Лабиринт. Сейчас от неё остался лишь приплюснутый глиняный конус диаметром около 100 м и высотой 20 м. Вход в погребальную камеру расположен с южной стороны пирамиды. Сама камера — прямо-таки чудо древнеегипетской техники. Огромная усыпальница (6,71× 2,4 ×1,83м) вытесана из цельной глыбы необычайного твердого жёлтого кварцита и весит свыше 100 тонн. Толщина стен составляет 60 см. Крышка из кварцита имеет толщину 1,2 м и вес около 45 тонн. Сверху камера перекрыта двухскатной крышей из двух известняковых блоков весом по 50 тонн каждый. В камере находятся два саркофага. Судя по надписям, в одном был похоронен сам Аменемхет, в другой — дочь Аменемхета Птахнефру, которой, впрочем, принадлежала ещё и расположенная неподалёку малая пирамида.
Время правления Аменемхета III оценивается от 45 до 48 лет. Последний прижизненный источник известный нам датирован 46-м годом Аменемхета III. Он, как и его отец, оставил после себя серию замечательных скульптурных портретов прекрасной работы.